# Lilienstein
Le Lilienstein est une montagne de 415 mètres d'altitude qui est le point culminant du parc national de la Suisse saxonne, en Saxe, en Allemagne. Il s'agit d'une mesa située dans un méandre de l'Elbe. Sa forme caractéristique est reprise dans le logo du parc national de la Suisse saxonne.

## Géographie

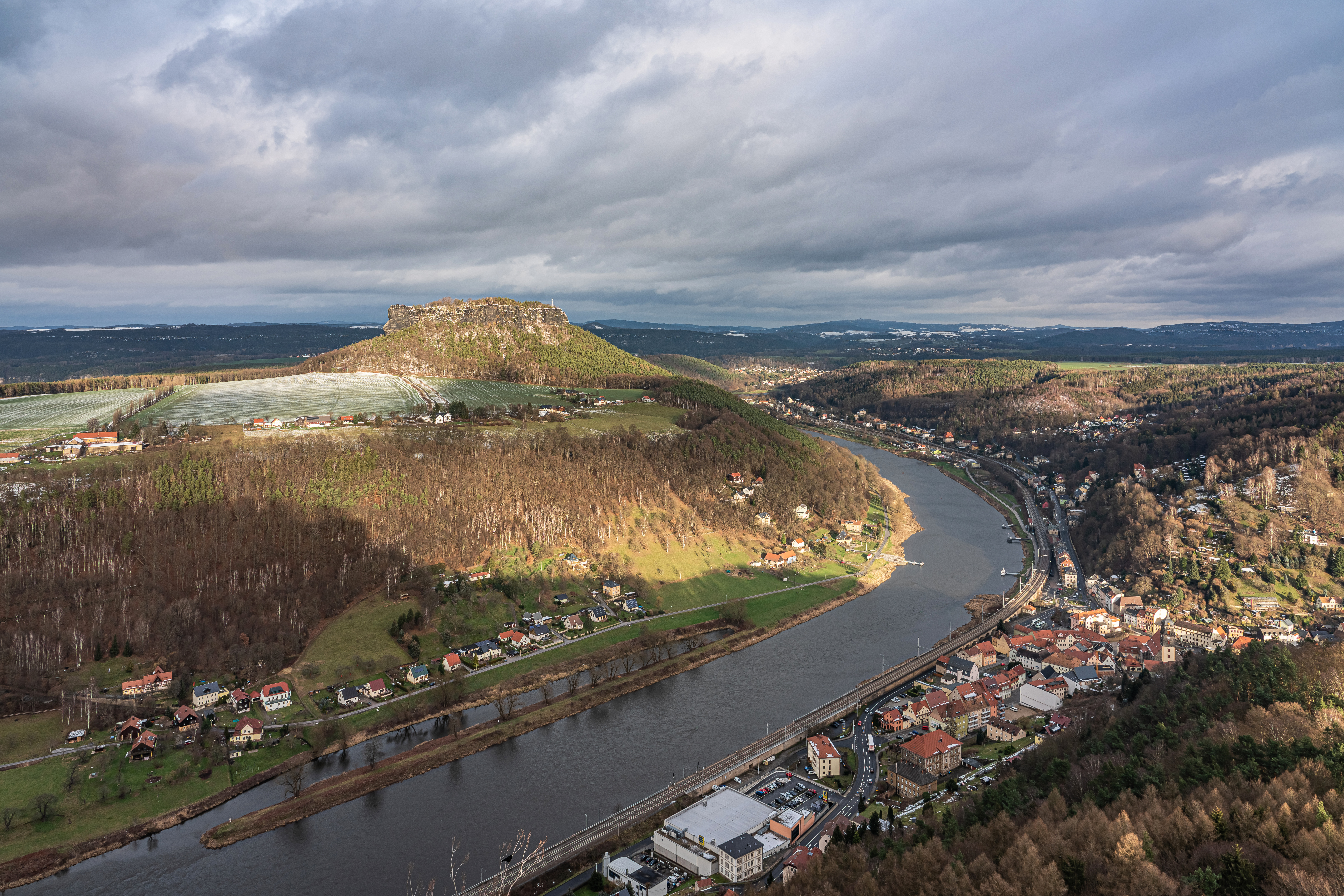
Le Lilienstein avec l'Elbe en contrebas.

Le Lilienstein se situe à 15 kilomètres à l'ouest de Pirna, sur le territoire de la commune de Bad Schandau. Il s'agit de la seule mesa sur la rive droite de l'Elbe. Le fleuve ceinture la montagne sur près de 180 degrés.

## Histoire
Au XIXe siècle commença l'exploitation touristique du site et, en 1873, ouvrit le premier restaurant. Au début du XIXe siècle il y eut, comme pour la Bastei, des projets de construction de voie ferrée qui ne furent jamais concrétisés.

## Activités

### Tourisme

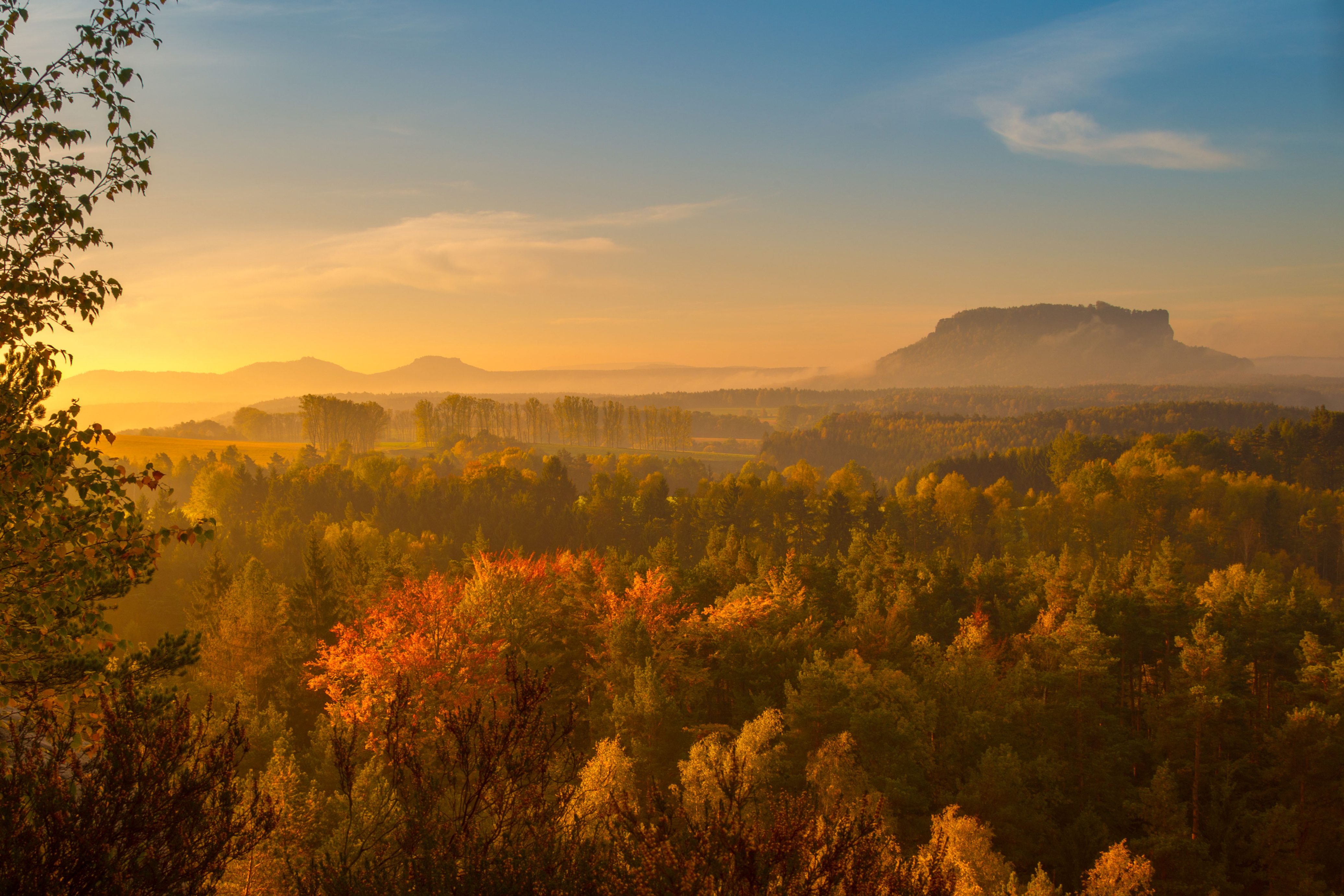
Le Lilienstein en automne.

Un hôtel-restaurant est ouvert d'avril à octobre. Il existe deux voies d'accès pour gravir le Lilienstein.

### Protection environnementale
Des opérations de réintroduction des faucons pèlerins ont commencé en Suisse saxonne alors que le rapace avait disparu dans la région dans les années 1970. En tout 69 jeunes faucons pèlerins ont été relâchés et il existe désormais une population viable et stable de cette espèce dans les montagnes gréseuses de l'Elbe.